# Mayans M.C. (3.ª temporada)
A terceira temporada de Mayans M.C., uma série de televisão de drama policial produzida pela FX, estreou nos Estados Unidos em 16 de março de 2021 e terminou em 11 de maio de 2021, consistindo em 10 episódios. A série foi criada por Kurt Sutter e Elgin James e se passa no mesmo universo fictício de Sons of Anarchy. Ela lida com os rivais que se tornaram aliados dos Sons, o Mayans Motorcycle Club.

## Elenco e personagens

### Principais
- J. D. Pardo como Ezekiel "EZ" Reyes, um membro do Mayans M.C. e irmão de Angel Reyes.
- Clayton Cardenas como Angel Reyes, o irmão de Ezekiel e Él Secretario do Mayans M.C de Santo Padre.
- Sarah Bolger como Emily Thomas, a namorada de infância de EZ, que agora é casada com Miguel Galindo.
- Michael Irby como Bispo "Bishop" Losa, o presidente do Mayans M.C. de Santo Padre
- Carla Baratta como Adelita, que quando criança viu sua família morrer nas mãos do cartel de Galindo.
- Richard Cabral como Johnny "El Coco" Cruz, um membro do Mayans M.C.
- Raoul Trujillo como Che "Taza" Romero, o vice-presidente dos Mayans M.C. de Santo Padre.
- Danny Pino como Miguel Galindo, o filho do fundador do Cartel Galindo, José Galindo.
- Edward James Olmos como Felipe Reyes, o outrora forte patriarca mexicano e pai de Angel e EZ.
- Emilio Rivera como Marcus Alvarez, o conselheiro de Miguel Galindo, ex-presidente do Mayans M.C. de Oakland, primo de Obispo "Bishop" Losa, e presidente nacional do Mayans M.C.
- Sulem Calderon como Gabriela "Gaby" Castillo, uma recém-imigrada de Oaxaca, México, para os Estados Unidos, que busca construir um futuro melhor para ela e sua família. Depois de se mudar para o Santo Padre, ela começa um relacionamento com EZ até partir para Lodi para cursar enfermagem.

### Convidados especiais
- Ray McKinnon como Lincoln "Linc" James Potter, reprisando seu papel de Sons of Anarchy como o promotor assistente dos EUA, agora investigando os Mayans M.C. e Los Olvidados.
- David Labrava como Happy Lowman, o Sargento-de-Armas do SAMCRO, responsável pela morte da mãe de EZ e Angel.

### Recorrentes
- Frankie Loyal como Hank "El Tranq" Loza, um ex-lutador e El Pacificador (Sgt-de-Armas) do Mayans M.C. de Santo Padre.
- Joseph Lucero como Neron "Creeper" Vargas, um ex-viciado de Los Angeles e Capitan Del Camino (Capitão-de-Estrada) do Mayans M.C. de Santo Padre.
- Vincent Vargas como Gilberto "Gilly" Lopez, um ex-guarda florestal do Exército dos EUA e um lutador de artes marciais mistas (MMA) de boa índole e membro do Mayans M.C. de Santo Padre.
- Gino Vento como Nestor Oceteva, o chefe de segurança do Cartel Galindo e amigo de infância de Miguel, que mais tarde se torna um prospect do Mayans M.C. de Santo Padre.
- Joe Ordaz como Paco, o motorista pessoal de Miguel e membro do Cartel Galindo.
- Salvador Chacon como Pablo, o segundo em comando de Los Olvidados que serve como braço direito de Adelita.
- Melony Ochoa como Mini, também conhecida como "La Ratona" (A Ratinha), é uma criança membro de Los Olvidados que tem uma relação próxima com Adelita.
- Alexandra Barreto como Antônia Pena, a prefeita de Santo Padre e esposa de Katrina. Ela é a ex-amante de Bishop e mãe de seu filho falecido, Aidan Losa.
- Emily Tosta como Leticia Cruz, a filha de Coco que foi criada por sua avó, Celia, durante a maior parte de sua vida acreditando que ela era sua irmã mais nova.
- Ivo Nandi como Oscar "El Oso" Ramos, reprisando seu papel de Sons of Anarchy como o presidente do Mayans M.C. de Stockton e um dos três Reis dos Mayans M.C.
- Jimmy Gonzales como Canche, o presidente do Mayans M.C. de Yuma e um dos três Reis dos Mayans M.C.
- Mía Maestro como Sederica Palomo, a governadora da Baja California que trabalha secretamente com Miguel Galindo.
- Efrat Dor como Anna Linares, uma agente do governo que trabalha com Lincoln Potter na investigação do Mayans M.C. e Los Olvidados.
- Mike Beltran como Ibarra, o presidente do Mayans M.C. de Tucson e um aliado próximo da filial de Santo Padre.
- Vanessa Giselle como Hope, uma viciada em heroína que mantém um relacionamento próximo com Coco. Ela também é membro da comunidade de drogas de Isaac em Meth Mountain.
- Gregory Cruz como El Palo, El Unico (O Único, também conhecido como Presidente) do Vatos Malditos Motorcycle Club, que ganha dinheiro com o tráfico de pessoas e recruta membros sem o processo de prospecção. Mais tarde, ele se mudou para o Mayans M.C. de Yuma. Ele também é irmão de Laura.
- Momo Rodriguez como Esteban "Steve" Estrada, um ex-prospect patrocinado por Hank e agora membro do Mayans M.C. de Santo Padre, que sonhava em ingressar em um M.C. toda a sua vida.
- Justina Adorno como Stephanie, também conhecida como "Nails", uma das bartenders da sede do clube do Mayans M.C. de Santo Padre. Mais tarde, ela fica noiva de Angel após um caso recorrente com ele.
- Grace Rizzo como Jess, uma das garçonetes da sede do clube do Mayans M.C. de Santo Padre, cuja irmã, Jazmine, é próxima de um membro do SAMDINO.
- Patricia de Leon como Diana Alvarez, a esposa de Marcus Alvarez que vive em Santo Padre com ele e seus filhos.[a]
- Holland Roden como Erin Thomas, a irmã mais nova de Emily Galindo, que se muda para Santo Padre para morar com ela e se reconectar.
- JR Bourne como Isaac, o líder de uma comunidade de drogas baseada fora de Santo Padre em um acampamento apelidado de "Meth Mountain".
- Spenser Granese como Butterfly, um traficante de drogas e membro da comunidade de drogas de Isaac em Meth Mountain.
- Natalia Cordova-Buckley como Laura, a irmã de El Palo, que está distante dele por matar seu irmão.

### Convidados
- Edwin Hodge como Franky Rogan, um policial do Departamento de Polícia de Santo Padre.
- Greg Vrotsos como Terry, o vice-presidente do SAMDINO que pretende iniciar uma guerra com os Mayans.
- Guillermo Garcia como Ignacio, mais conhecido como "El Banquero" (O Banqueiro), o líder da Lobos Nueva Generación (LNG), uma organização radical composta pelos remanescentes do Lobos Sonora, que foram derrotados anteriormente pelo Cartel Galindo sob Jose Galindo.

## Episódios
| N.º na série | N.º na temp. | Título                                                                                      | Dirigido por           | Escrito por                     | Exibição original   | Cód. de produção | Audiência (milhões) |
| ------------ | ------------ | ------------------------------------------------------------------------------------------- | ---------------------- | ------------------------------- | ------------------- | ---------------- | ------------------- |
| 21           | 1            | "Pap Struggles with the Death Angel" "(Crise no Clube)" (BR)                                | Michael Dinner         | Elgin James                     | 16 de março de 2021 | 3WBD01           | 0.84                |
| 22           | 2            | "The Orneriness of Kings" "(A Irritabilidade dos Reis)" (BR)                                | Michael Dinner         | Sean Tretta                     | 16 de março de 2021 | 3WBD02           | 0.54                |
| 23           | 3            | "Overreaching Don't Pay" "(Não Adianta Passar dos Limites)" (BR)                            | Rachel Goldberg        | Andrea Ciannavei & Jenny Lynn   | 23 de março de 2021 | 3WBD03           | 0.84                |
| 24           | 4            | "Our Gang's Dark Oath" "(O Juramento Sombrio da Nossa Gangue)" (BR)                         | Brett Dos Santos       | Bryan Gracia & Sara Price       | 30 de março de 2021 | 3WBD04           | 0.71                |
| 25           | 5            | "Dark, Deep-Laid Plans" "(Planos Sombrios e Profundos)" (BR)                                | Elgin James            | Debra Moore Muñoz               | 6 de abril de 2021  | 3WBD05           | 0.61                |
| 26           | 6            | "You Can't Pray a Lie" "(Você Não Pode Rezar Sem o Coração)" (BR)                           | Elgin James            | Andrea Ciannavei                | 13 de abril de 2021 | 3WBD06           | 0.73                |
| 27           | 7            | "What Comes of Handlin' Snakeskin" "(O Que Surge do Manuseio de Pele de Cobra)" (BR)        | Elgin James            | Bryan Gracia                    | 20 de abril de 2021 | 3WBD07           | 0.87                |
| 28           | 8            | "A Mixed-up and Splendid Rescue" "(Um Confuso e Esplêndido Resgate)" (BR)                   | Alonso Alvarez-Barreda | Jenny Lynn                      | 27 de abril de 2021 | 3WBD08           | 0.79                |
| 29           | 9            | "The House of Death Floats By" "(A Casa da Morte Flutua)" (BR)                              | Elgin James            | Sean Tretta                     | 4 de maio de 2021   | 3WBD09           | 0.78                |
| 30           | 10           | "Chapter the Last, Nothing More to Write" "(Último Capítulo, Nada Mais Para Escrever)" (BR) | Elgin James            | Elgin James & Debra Moore Muñoz | 11 de maio de 2021  | 3WBD10           | 0.81                |

## Produção
Em novembro de 2019, a série foi renovada para uma terceira temporada que estreou em 16 de março de 2021. A temporada é a primeira sem o showrunner Kurt Sutter, que criou Sons of Anarchy. O presidente da programação original da FX Entertainment, Nick Grad, disse: “Estamos felizes em continuar contando a história de Mayans M.C. com nossos parceiros da Fox 21 e empolgados com o fato de Elgin James ter conquistado a oportunidade de se tornar o showrunner da série”.
A temporada é a primeira a não ser distribuída pela 20th Television e, em vez disso, é distribuída pela Disney-ABC Domestic Television devido à fusão Disney-FOX em dezembro de 2017.

## Recepção
Paul Dailly, da TV Fanatic, disse que os dois primeiros episódios "foram provavelmente os episódios mais deprimentes até agora".

### Audiência
| №  | Título                                    | Exibição original   | Rating/share (18–49) | Audiência (em milhões) | DVR (18–49) | Audiência em DVR (milhões) | Total (18–49) | Audiência total (em milhões) |
| -- | ----------------------------------------- | ------------------- | -------------------- | ---------------------- | ----------- | -------------------------- | ------------- | ---------------------------- |
| 1  | "Pap Struggles with the Death Angel"      | 16 de março de 2021 | 0.2                  | 0.84                   | N/A         | N/A                        | N/A           | N/A                          |
| 2  | "The Orneriness of Kings"                 | 16 de março de 2021 | 0.1                  | 0.54                   | N/A         | N/A                        | N/A           | N/A                          |
| 3  | "Overreaching Don't Pay"                  | 23 de março de 2021 | 0.3                  | 0.84                   | N/A         | N/A                        | N/A           | N/A                          |
| 4  | "Our Gang's Dark Oath"                    | 30 de março de 2021 | 0.2                  | 0.71                   | N/A         | N/A                        | N/A           | N/A                          |
| 5  | "Dark, Deep-Laid Plans"                   | 6 de abril de 2021  | 0.2                  | 0.61                   | 0.3         | 0.89                       | 0.5           | 1.50                         |
| 6  | "You Can't Pray a Lie"                    | 13 de abril de 2021 | 0.3                  | 0.73                   | 0.2         | 0.91                       | 0.5           | 1.64                         |
| 7  | "What Comes of Handlin' Snakeskin"        | 20 de abril de 2021 | 0.3                  | 0.87                   | 0.3         | 1.03                       | 0.6           | 1.90                         |
| 8  | "A Mixed-up and Splendid Rescue"          | 27 de abril de 2021 | 0.2                  | 0.79                   | 0.3         | 0.90                       | 0.5           | 1.64                         |
| 9  | "The House of Death Floats By"            | 4 de maio de 2021   | 0.3                  | 0.78                   | 0.3         | 0.92                       | 0.6           | 1.70                         |
| 10 | "Chapter the Last, Nothing More to Write" | 11 de maio de 2021  | 0.3                  | 0.81                   | 0.3         | 1.00                       | 0.5           | 1.80                         |